# Тюмин, Иван Александрович
Иван Александрович Тюмин (2 декабря 1896, Иванцево, Ярославская губерния — 2 февраля 1976, Казань) — советский военный, государственный и политический деятель, генерал-майор.

## Биография
Родился в 1896 году в деревне Иванцево (ныне — в Некоузском районе Ярославской области). Член КПСС.
С 1919 года — на военной службе, общественной и политической работе. В 1919—1956 гг. — командир роты 3-го Московского рабочего полка, помощник командира, командир эскадрона кавалерийского дивизиона 18-го Северного фронта, комэскадрона 3-го кавалерийского корпуса 4-й армии Западного фронта, комвзвода эскадрона Бакинских кавалерийских третьих курсов 2-й восточной бригады курсантов, помкомэскадрона Вторых кавалерийских курсов, комвзвода Омских кавалерийских курсов, 6-й Таганрогской кавалерийской школы, помкомэскадрона, командир эскадрона Северо-Кавказской кавалерийской школы горских национальностей, помощник командира 1-го Туркменского кавалерийского полка Туркменской кавалерийской дивизии Средне-Азиатского ВО, начальник авиационного отделения, помощник начальника Одесской артиллерийской школы Украинского ВО, командир батальона курсантов, помощник начальника Иркутского военного авиационно-технического училища по военной подготовке, начальник Военного авиационно-технического училища Дальней авиации.
Делегат XX съезда КПСС.
Умер в Казани в 1976 году.

## Награды
- Орден Красного Знамени (22.02.1938, 3.11.1944, 20.06.1949)
- Орден Ленина (21.02.1945, 20.06.1949)
- Орден Отечественной войны I степени (18.08.1945)